# 藤原弘
藤原 弘（ふじわら ひろし、1936年 <昭和11年> 11月16日 - 2009年 <平成21年> 6月6日）は、日本の政治家、元地方公務員。北海道根室市市長（1998年-2006年）。旭日小綬章受章者。位階は正六位。

## 来歴
埼玉県出身、埼玉県立熊谷高等学校卒、北海道大学水産学部卒。
1959年（昭和34年）- 北海道庁に入庁する。1980年（昭和55年）- 同庁後志支庁水産課長に就任する。
1985年（昭和60年）- 同庁水産部漁政課長就任にする。1988年（昭和63年）- 同庁水産部技監に就任する。
1989年（平成元年）- 同庁根室支庁長に就任する。1991年（平成3年）- 同庁水産部長に昇格する。
1994年（平成6年）- 北海道庁を定年退官。北海道栽培漁業振興公社会長代行に就任する。
1997年（平成9年）- 北海道漁業信用基金協会副理事長に就任。
1998年（平成10年）- 根室市長選に立候補し初当選。以後連続2期当選する。2006年（平成18年）- 体調の不安と高齢を理由に市長選に出馬せず退任。

## 特徴
道庁の水産部長時代、日ソ漁業交渉にも関わった。また、多趣味でも知られる。

## 栄典
- 2007年秋の叙勲で旭日小綬章を受章[3]。
- 死没日付をもって正六位に叙された[2]。